# Алтанцугц
Алтанцугц (монг. Алтанцөгц) — сомон Баян-Улгийського аймаку Монголії. Територія 1,786 тис. кв км, населення 3,5 тис. з них 76% — казахи, 24% урянхайці. Центр Цагаантунге розташований на відстані 50 км від міста Улгий, та на відстані 1703 км від Улан-Батора. Школа, лікарня, культурний та торговельний центр, миловарний завод, комбінат з виготовлення кормів.

## Рельєф
Найвища точка 4295 м, найнижча −1437 м, річка Кобдо, багато інших річок, озера.

## Клімат
Клімат різкоконтинентальний.

## Адміністративні межі
Алтанцугц межує з сомонами Ногооннуур, Баяннуур, Толбо, Бугат. Також має адміністративну межу з аймаками Увс та Ховд.